# London Symphony Orchestra, Vol. 2
Albums de Frank Zappa
Jazz from Hell
(1986) Guitar
(1988)
London Symphony Orchestra, Vol. 2 est un album de musique expérimentale de Frank Zappa enregistré en 1983 et sorti en 1987.

## Titres
1. Bogus Pomp – 24 min 32 s
2. Bob in Dacron – 12 min 12 s
3. Strictly Genteel – 6 min 53 s

## Musiciens
- Orchestre symphonique de Londres dirigé par Kent Nagano
- David Ocker – clarinette
- Chad Wackerman – batterie
- Ed Mann – percussions